# Моё!
«МОЁ!» — еженедельная газета Воронежа и области. Многолетний лидер на воронежском рынке печатных СМИ. Первый номер газеты вышел в свет 28 октября 1994 года. Учредителем издания является ООО «Издательский дом „Свободная пресса“». Входит в сеть городских еженедельников «МОЁ!»-«Житьё-Бытьё» (Белгород, Воронеж, Курск, Тамбов) и «Житьё в Липецке».

## История
Первый номер газеты «МОЁ!» вышел в свет 28 октября 1994 года на базе ЗАО «Комсомольская правда-Воронеж». Первым главным редактором газеты стал Лев Комов (с 1994 по 1996 годы), с 1996 года по 1998 год главным редактором «МОЁ!» была Лариса Кудаева, с 1998 года по 2000 год — Михаил Шаронин. С сентября 2000 года по сентябрь 2019 года газету в качестве главного редактора возглавлял Владимир Мазенко. 12 сентября 2019 года должность главного редактора заняла Ирина Булгакова. Стартовав в 1990-е годы как газета объявлений и дайджест мировых и региональных новостей, «МОЁ!» постепенно трансформировалась в полноценный городской еженедельник, а с начала 2000-х начала выходить под девизом «Энциклопедия воронежской жизни». «МОЁ!» стартовала с тиража 40 тысяч экземпляров (1994 год). В 2000 году тираж газеты составлял около 75 тысяч экземпляров, в декабре 2001 года — около 100 тысяч экземпляров, в 2003 перевалил отметку 110 тысяч и держался на таком уровне до кризисного 2008-го. Рекорд по тиражам был поставлен в 2006-м — более 115 тысяч экземпляров. Потом тираж газеты постепенно снижался, с 2007 года аудитория «МОЁ!» начала перемещаться на интернет-портал «МОЁ! Online» (запущен в апреле 2007 года), и на сегодня это один из лидеров на информационном рынке онлайн-СМИ Воронежской области. В 2019 году запускается платная цифровая версия газеты «МОЁ!» — «МОЁ! Плюс». По мнению журналистов газеты «Коммуна», в последние годы газета «МОЁ!» — это семейный еженедельник. По данным компании «Медиаскоп», «МОЁ!» — многолетний лидер на воронежском рынке печатных СМИ. Так, в период с декабря 2011 года по октябрь 2012 года среднее количество читателей каждого номера «МОЁ!» составляло 263,4 тысячи человек или 30,9 % всей читательской аудитории. Размер полугодовой аудитории составил более 600 тысяч человек. По данным «Медиаскопа», средняя аудитория одного номера газеты «МОЁ!» в 2015 году составила 255,4 тыс. человек, то есть четверть населения Воронежа.

## Награды
С 2006 по 2012 годы газета «МОЁ!» завоевала 14 наград и знаков отличия на открытом всероссийском конкурсе «Лучшая региональная газета». В ноябре 2007 года на Первом открытом фестивале региональных СМИ «Отражение» еженедельник «МОЁ!» стал лауреатом в специальной номинации на премию «Лучший газетный дизайн», а его главный редактор Владимир Мазенко — лауреатом в номинации премии «Медиа-Зонд» «Редактор СМИ». В 2011 году газета «МОЁ!» удостоена Знака отличия «Золотой фонд прессы 2011». В 2000—2010-х годы газета «МОЁ!» и её отдельные сотрудники побеждают во многих номинациях городского и областного конкурсов журналистики. По итогам 2013 и 2014 годов газета «МОЁ!» признана «Региональным изданием года» на воронежском областном конкурсе журналистики. В 2011 году — газета удостоена Знака отличия «Золотой фонд прессы 2011» (учреждён для награждения качественных и общественно значимых печатных СМИ). Два года подряд — в 2015 и 2016 годах — газета становилась победителем конкурсов Союза журналистов России, Альянса независимых региональных издателей и редакции журнала «Журналистика и медиарынок» «10 лучших газет России 2015 года» и «10 лучших газет России 2016 года». В 2015 году коллектив редакции газеты «МОЁ!» в лице главы Издательского дома «Свободная пресса» Александра Лапина, главного редактора газеты «МОЁ!», заместителя главного редактора Издательского дома «Свободная пресса» Владимира Мазенко, выпускающего редактора «МОЁ!» Анны Данилянц, обозревателей газеты «МОЁ!» Романа Прыткова и Романа Попрыгина стал лауреатом премии Правительства Российской Федерации в области СМИ.

## Сотрудники
- Владимир Станиславович Мазенко — главный редактор газеты «МОЁ!» с сентября 2000 года. Заместитель главного редактора Издательского дома «Свободная пресса». Кандидат филологических наук. Лауреат премии правительства России в области СМИ за 2015-й год. С 2003 года входит в состав конкурсной комиссии при Воронежской городской Думе по присуждению городских премий в области журналистики[16]. С 2016 года входит в состав комиссии конкурса журналистики Воронежской области.
- Анна Юрьевна Ясырева — старший корреспондент. Анна Ясырева окончила журналистский факультет Воронежского государственного университета, в 2000 году была Потанинской стипендиаткой. В 2004 году и 2005 году журналистка становилась победительницей онлайн-турнира по игре «Что? Где? Когда?» на «Кубок Василисы Премудрой»[17].
- Роман Александрович Попрыгин — старший корреспондент. Роман Попрыгин окончил журналистский факультет Воронежского государственного университета, в газете «МОЁ!» работает с 2007 года. Лауреат премии правительства России в области СМИ за 2015-й год. Неоднократный лауреат городских и областных премий по журналистике, обладатель знака отличия всероссийского конкурса «Лучшая региональная газета» 2009 года[18].